# Caral-Supecultuur
De Caral-Supecultuur (ook bekend als Caralcultuur en Norte Chicocultuur) was een complexe samenleving van de precolumbiaanse laat-archaïsche periode, die bloeide tussen het 4e en 2e millennium v.Chr. in wat nu het Caral-gebied van de noord-centrale kust van Peru is. 
De beschaving omvatte dertig grote bevolkingscentra langs drie rivieren, de Fortaleza, de Pativilca en de Supe. Verder naar het zuiden zijn er verschillende bijbehorende locaties langs de rivier de Huaura. De naam is afgeleid van de stad Caral in de Supe-vallei, een grote en goed bestudeerde Caral-Supe-site.
De stichting van de eerste stad, Huaricanga in het gebied van de Fortaleza, werd rond 3.500 v.Chr. gedateerd. Vanaf 3.100 v.Chr. werden grootschalige nederzettingen en gemeenschapsbouw duidelijk zichtbaar, tot een periode van verval rond 1.800 v.Chr. Het wordt gezien als de oudst bekende beschaving in Amerika. 
Caral-Supe is een prekeramische cultuur. Aardewerk ontbrak volledig en er zijn bijna geen bewijzen van beeldende kunst bewaard gebleven. De meest indrukwekkende prestatie van de beschaving was de monumentale architectuur, waaronder grote aardwerken zoals platformheuvels en verzonken ronde pleinen. Archeologisch bewijs suggereert het gebruik van textieltechnologie en mogelijk de aanbidding van gemeenschappelijke godheidssymbolen, welke beide terugkeren in latere Andesculturen. 
Verondersteld wordt dat een geavanceerde regering nodig was om Caral te beheren. Er blijven vragen over de organisatie ervan, met name de invloed van voedselbronnen op de politiek.
Archeologen zijn al sinds de jaren 1940 op de hoogte van oude vindplaatsen in het gebied. Vroeg onderzoek vond plaats in Aspero aan de kust, een locatie die al in 1905 werd geïdentificeerd, en later in Caral, verder landinwaarts. Eind jaren negentig leverden Peruaanse archeologen, geleid door Ruth Shady, de eerste uitgebreide documentatie van de beschaving met werk bij Caral.

## Geschiedenis en geografie

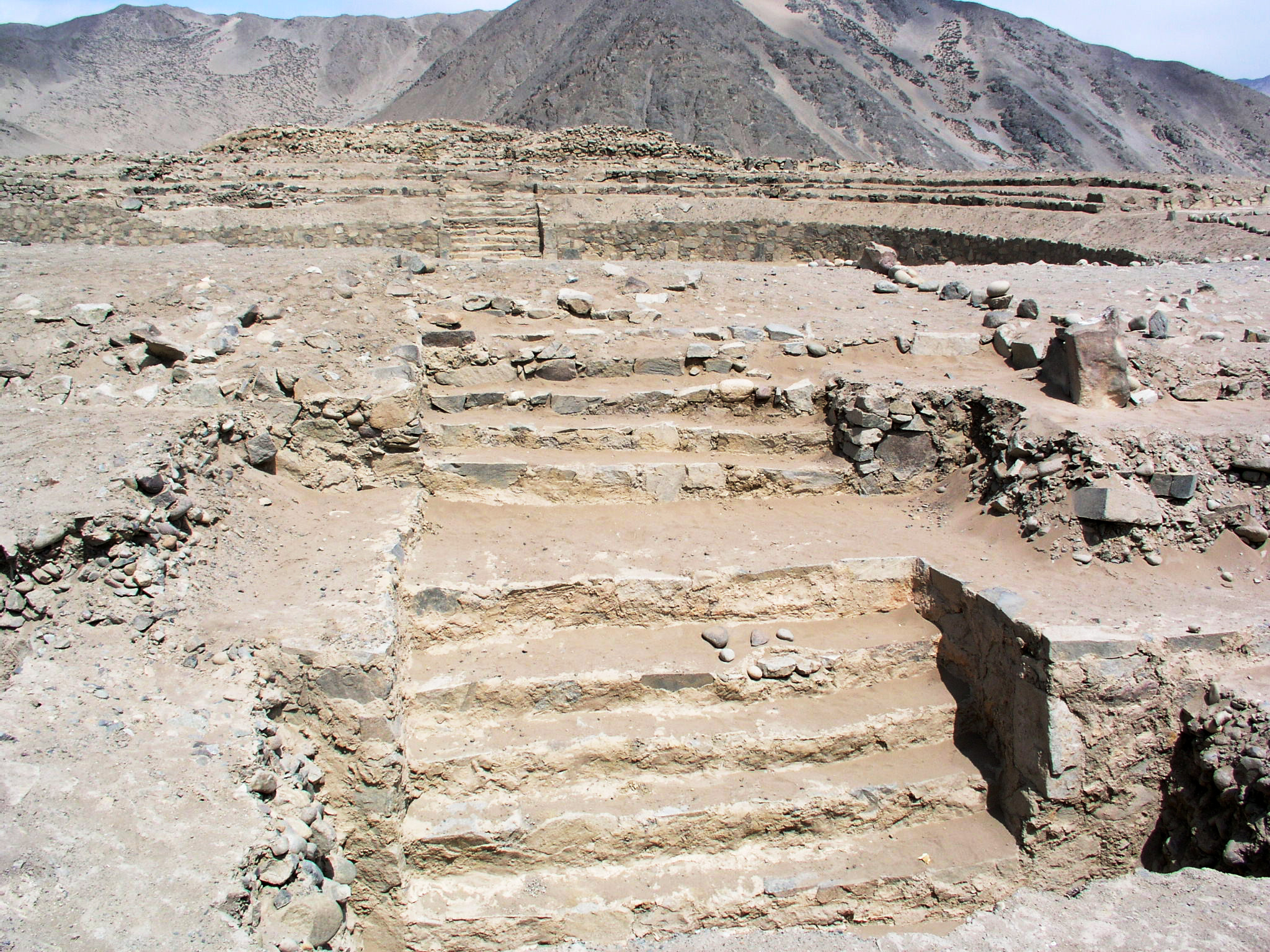
resten van platformheuvels bij Caral

De datering van de Caral-Supe-sites heeft de geschatte begindatum van complexe samenlevingen in de Peruaanse regio met meer dan duizend jaar verschoven. Eerder werd de Chavíncultuur, ca 900 v.Chr., beschouwd als de eerste beschaving in het gebied. 
Caral-Supe heeft ook de focus van het onderzoek verlegd van de hooglanden van de Andes en laaglanden grenzend aan de bergen, waar de Chavín, en later de Inca, hun belangrijkste centra hadden, naar de Peruaanse kustgebieden. De Caralcultuur bevindt zich in een noord-centraal deel van de kust, ongeveer 150 tot 200 km ten noorden van Lima, grofweg begrensd door de Lurín-vallei in het zuiden en de Casma-vallei in het noorden. Het bestaat uit vier kustvalleien: de Huaura, Supe, Pativilca en Fortaleza. Bekende sites zijn geconcentreerd in de laatste drie, die een gemeenschappelijke kustvlakte delen. De drie belangrijkste valleien beslaan slechts 1.800 km², en onderzoek heeft de bevolkingsdichtheid van de centra benadrukt.
De Peruaanse kust is extreem droog en wordt begrensd door twee regenschaduwen, veroorzaakt door de Andes in het oosten en de passaatwinden van de Grote Oceaan in het westen. De regio wordt doorbroken door meer dan 50 rivieren, gevoed door sneeuw uit de Andes. De ontwikkeling van wijdverbreide irrigatie uit deze waterbronnen wordt gezien als doorslaggevend voor de opkomst van Caral-Supe, omdat alle monumentale architectuur op verschillende locaties dicht bij irrigatiekanalen is gevonden. 
C14-datering toonde dat 10 van 95 monsters genomen in de gebieden Pativilca en Fortaleza dateerden van vóór 3.500 v.Chr. De oudste, daterend uit 9.210 v.Chr., geeft een indicatie van menselijke nederzettingen tijdens het vroege archaïsche tijdperk. Twee data van 3.700 v.Chr. werden geassocieerd met gemeenschapsarchitectuur, maar waren waarschijnlijk onbetrouwbaar. Het was vanaf 3.200 v.Chr. dat grootschalige menselijke nederzettingen en gemeenschapsbouw duidelijk zichtbaar werden. De data suggereren dat de ontwikkeling van locaties gelijktijdig aan de kust en in het binnenland plaatsvond.
Van 2.500 tot 2.000 v.Chr., tijdens de periode van de grootste expansie, verschoof het zwaartepunt van de bevolking naar de locaties in het binnenland. Alle ontwikkeling vond blijkbaar plaats op grote landinwaartse sites zoals Caral, hoewel ze afhankelijk bleven van vis en schaaldieren van de kust.
Rond 1.800 v.Chr. begon de Caral-Supe-beschaving af te nemen, met de opkomst van krachtigere culturen in het zuiden en noorden langs de kust, en in het oosten binnen de gordel van de Andes. Het succes van op irrigatie gebaseerde landbouw in Caral-Supe droeg er paradoxaal mogelijk aan toe dat het werd overschaduwd. Mensen trokken naar vruchtbaardere grond en namen hun kennis van irrigatie mee, waardoor elders concurrerende beschavingen ontstonden. 
Het zou duizend jaar duren voordat de volgende grote Peruaanse cultuur, de Chavín, opkwam.

## Maritieme kust en agrarisch binnenland
Er is een debat over de mate waarin de bloei van Caral-Supe was gebaseerd op maritieme voedselbronnen, en de exacte relatie die dit impliceert tussen de kust en het binnenland.  

### Dieet
Bij Caral omvatten de door Shady aangetroffen eetbare gedomesticeerde planten pompoen, bonen, lucuma, guave, pacay en zoete aardappel. Haas et al. merkten hetzelfde voedsel op in hun onderzoek verder naar het noorden, waarbij ze avocado en achira toevoegden. In 2013 werd door Haas ook bewijs voor maïs gedocumenteerd.
Er was een significant aandeel van vis, schaal- en schelpdieren, zowel aan de kust als in het binnenland. Shady merkte op dat bij Caral dierlijke resten bijna uitsluitend marien waren, inclusief kokkels en mosselen, en grote hoeveelheden ansjovis en sardines. Dat de ansjovis het binnenland bereikte is duidelijk, hoewel Haas suggereert dat in de landinwaartse, niet-maritieme sites schaaldieren, zeezoogdieren en zeewier geen significante delen van het dieet lijken te zijn geweest.

### Theorie van een maritieme basis voor de Andes-beschaving

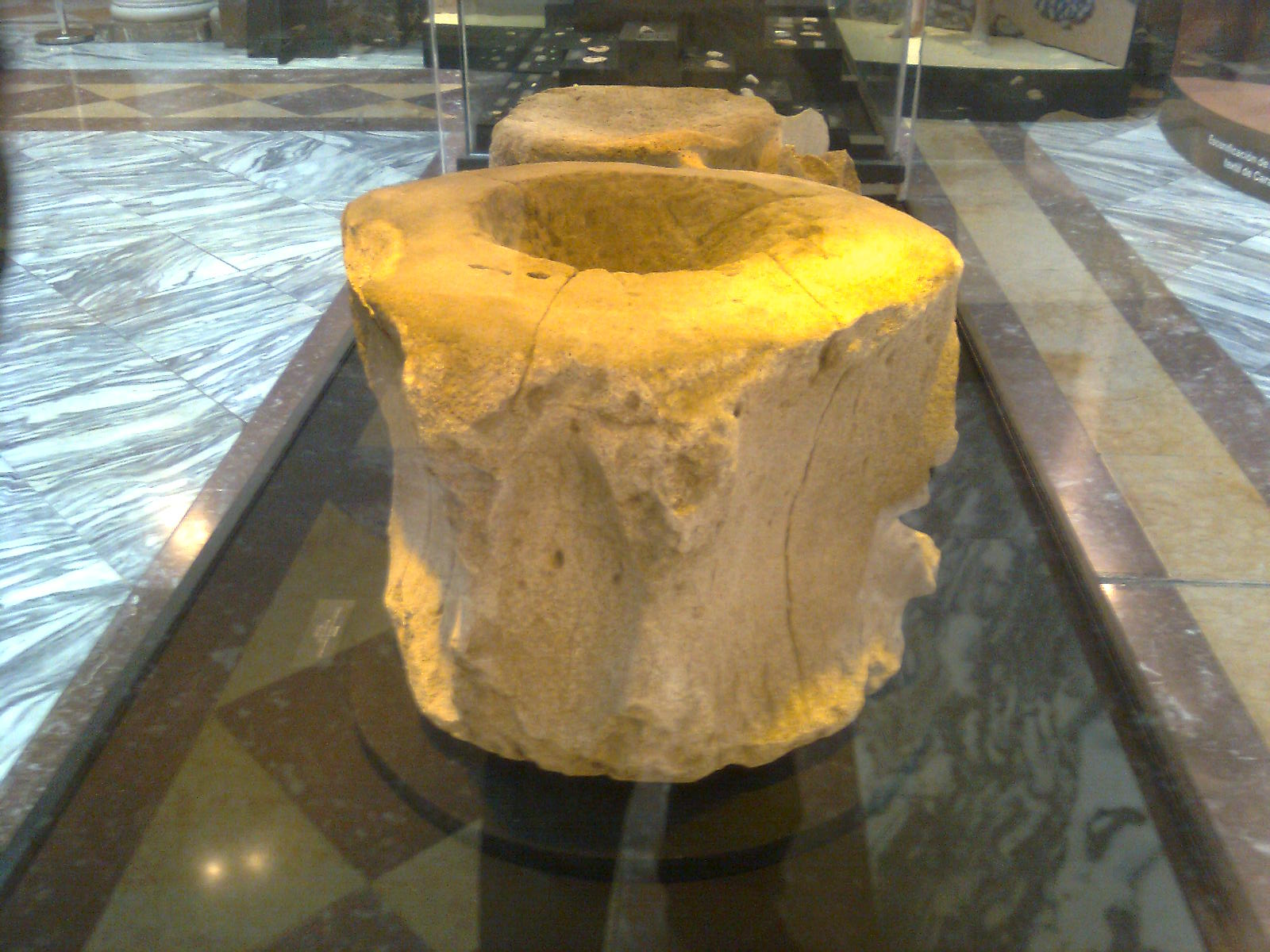
de mensen uit de Caral-Supecultuur gebruikten wervels van de blauwe vinvis als krukjes

De rol van zeevruchten in het Caral-Supe-dieet heeft tot discussie geleid. Veel vroeg veldwerk werd uitgevoerd bij Aspero aan de kust, voordat de volledige reikwijdte en onderlinge verbondenheid van de verschillende locaties van de beschaving duidelijk werd.
In een artikel uit 1973 betoogde Michael E. Moseley dat een maritieme economie de basis was geweest van de samenleving en haar opmerkelijk vroege bloei, een theorie die later werd uitgewerkt als de "maritieme basis van de Andes-beschaving" (Maritime foundation of Andean civilization, MFAC). Hij bevestigde het eerder waargenomen ontbreken van aardewerk in Aspero, en concludeerde dat heuveltjes op de site de overblijfselen vormden van kunstmatige platformheuvels. 
Deze stelling van een maritieme basis was in strijd met de toenmalige wetenschappelijke consensus dat de opkomst van beschavingen wereldwijd gebaseerd was op intensieve landbouw, met name van ten minste één graansoort. De productie van landbouwoverschotten werd lange tijd gezien als essentieel voor het bevorderen van de bevolkingsdichtheid en het ontstaan van complexe samenlevingen.
Met de maritieme bestaanshypothese kwam een veronderstelde dominantie van locaties direct aan de kust over andere centra. Dit beeld werd verstoord door het besef van de omvang van Caral, een locatie in het binnenland. Het overwicht van de landbouw bij Caral, het oudste stedelijke centrum van Peru en heel Amerika, werd benadrukt. Het idee dat de beschaving naast de kust zou zijn begonnen en vervolgens landinwaarts zou zijn getrokken werd verworpen. 
Sandweiss en Moseley merkten daarentegen op dat Caral weliswaar de grootste en meest complexe prekeramische vindplaats was, maar niet de oudste. Ze erkenden het belang van landbouw voor de nijverheid en om het dieet te verruimen, terwijl ze in grote lijnen de vormende rol van mariene hulpbronnen in de vroege beschaving van de Andes bevestigden. 
De consensus is echter dat de gebieden in het binnenland aanzienlijk meer inwoners hadden, en dat er zoveel méér mensen langs de vier rivieren leefden dan aan de kust dat ze dominant moesten zijn geweest. De vraag blijft welke van de gebieden zich het eerst ontwikkelde en een voorbeeld werd voor latere ontwikkelingen.

### Katoen en voedselbronnen
Het gebruik van katoen (Gossypium barbadense) speelde een belangrijke economische rol in de relatie tussen het binnenland en de kustnederzettingen. Hoewel katoen niet eetbaar was, was het het belangrijkste product van de irrigatielandbouw in de Caral-Supecultuur. Het was van vitaal belang voor de productie van visnetten, die op hun beurt weer voor maritieme hulpbronnen zorgden, en voor textiel en textieltechnologie. 
De landbouwers hadden de zeeproducten nodig voor hun eiwit en de vissers hadden de katoen nodig om de netten te maken om de vis te vangen. Door deze wederzijdse afhankelijkheid lost het identificeren van katoen als een vitale hulpbron die in het binnenland wordt geproduceerd, nog niet de vraag op of de centra in het binnenland een voorloper waren van die aan de kust, of vice versa. Moseley stelde dat succesvolle maritieme centra mogelijk landinwaarts zouden zijn getrokken om katoen te vinden.
In een publicatie uit 2018 verdedigden David G. Beresford-Jones et al Moseley's MFAC-hypothese. De katoenteelt maakte een vergroting van de maritieme voedselproductie mogelijk, volgens de auteurs de sleutel tot het bespoedigen van sociale verandering en sociale complexiteit. Voordien werden bastvezels van wilde Asclepias gebruikt, wat veel minder efficiënt was.  
De ontwikkeling van Caral-Supe is vooral opmerkelijk vanwege de schijnbare afwezigheid van een agrarisch basisvoedsel. Recente studies betwisten dit echter steeds meer en wijzen erop dat maïs de voedingsruggengraat was van deze en latere precolumbiaanse beschavingen. Moseley vond in 1973 een klein aantal maïskolven in Aspero (ook al gezien bij opgravingen in de jaren '40 en '50) maar noemde deze vondsten "problematisch". Er is echter steeds meer bewijs naar voren gekomen over het belang van maïs in deze periode. 

## Sociale organisatie

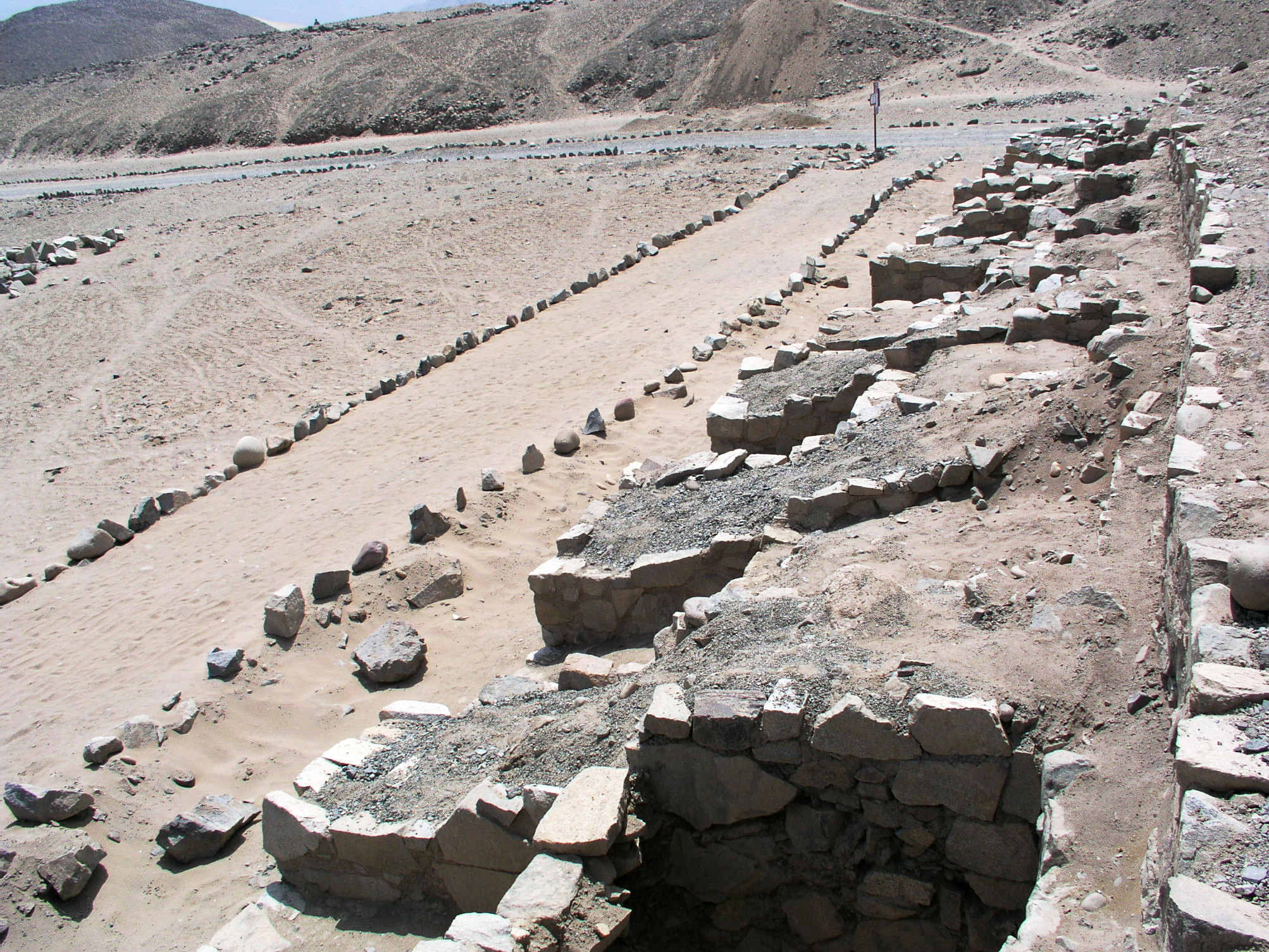
basis van Caral-Supe-piramides

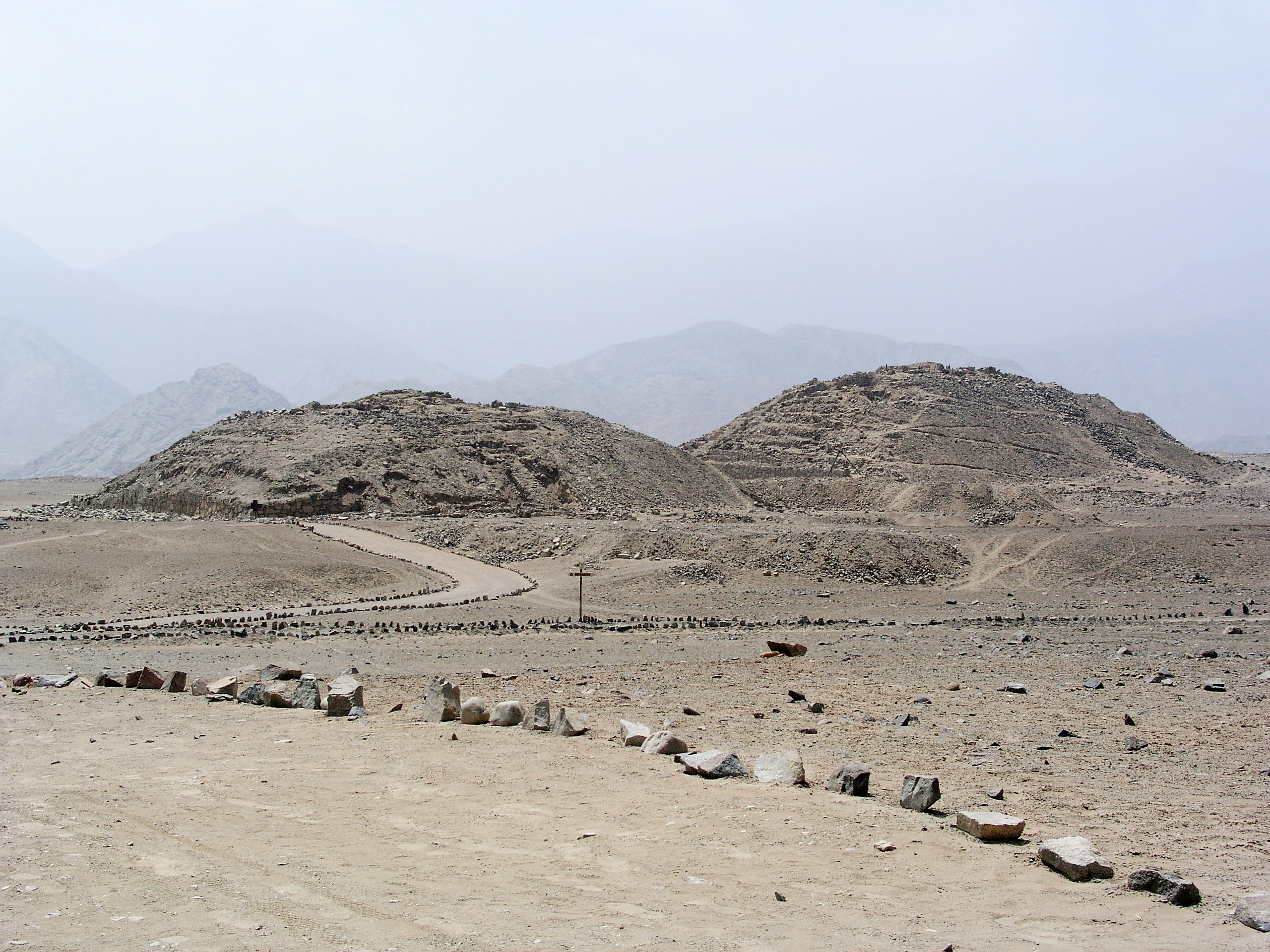
resten van de twee belangrijkste Caral-piramides in de dorre Supe-vallei

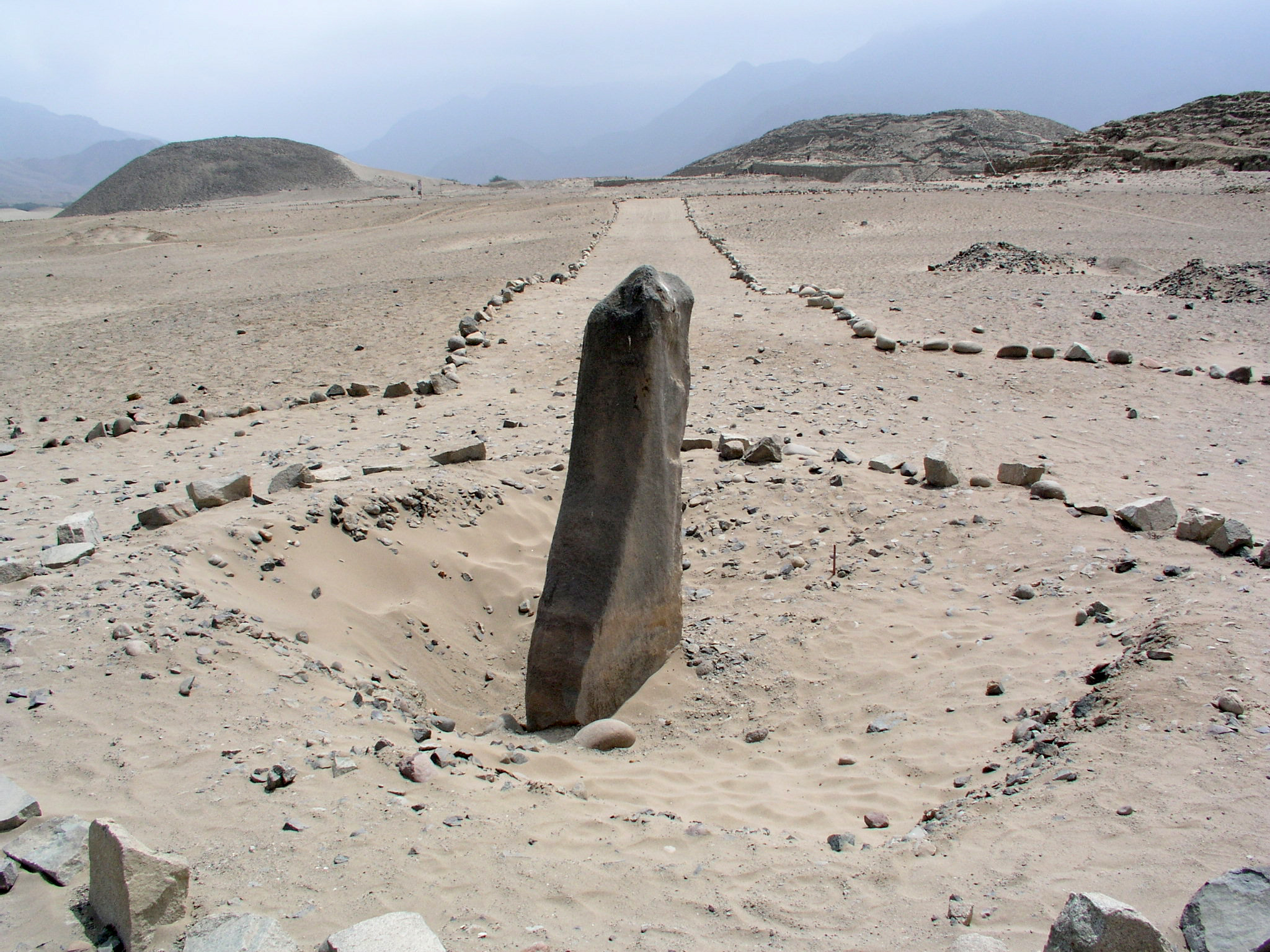
monoliet in Caral

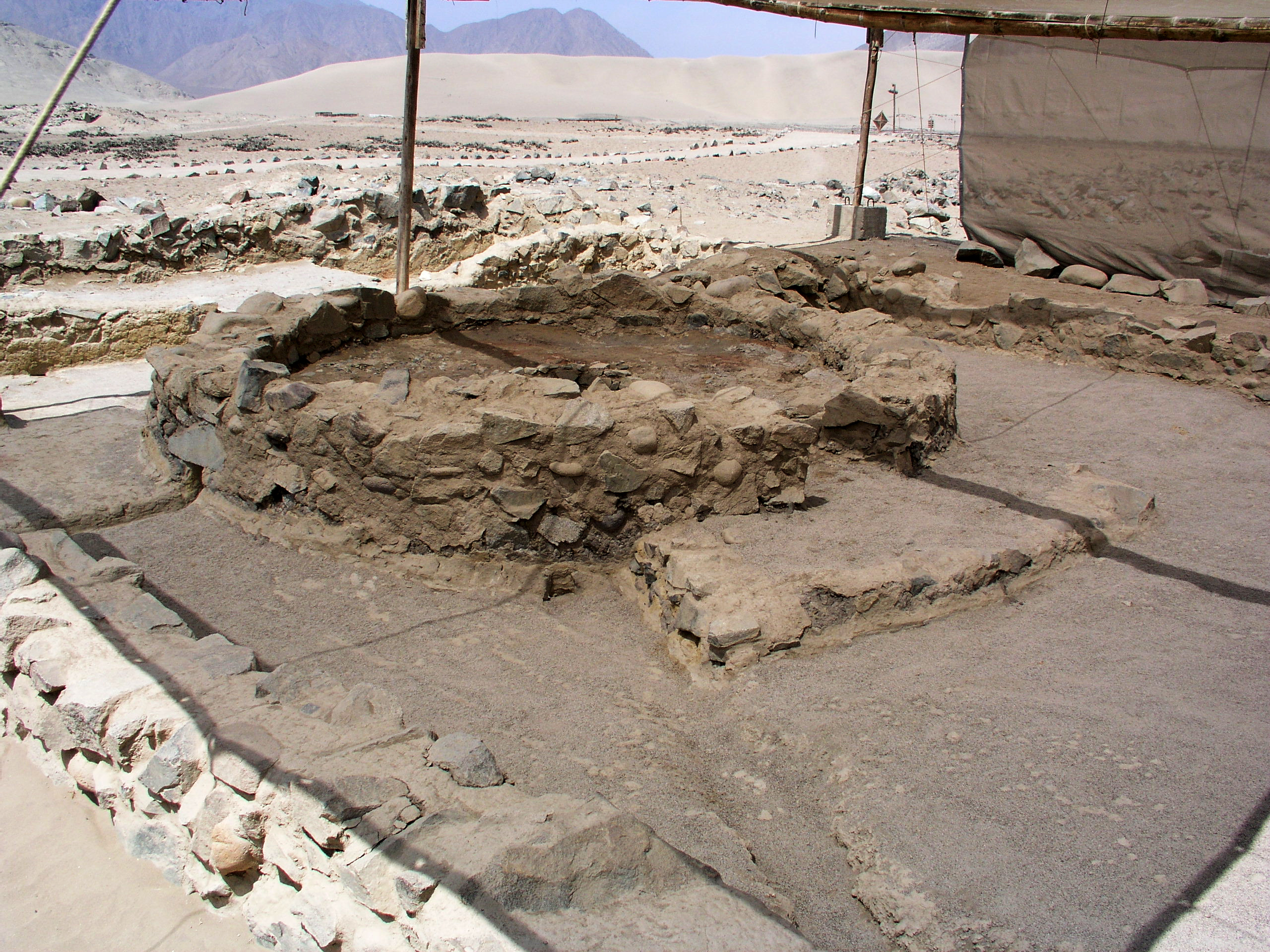
Altaar van het Heilige Vuur, bovenop de Templo Mayor

De mate van gecentraliseerd gezag is moeilijk vast te stellen, maar architectonische constructiepatronen duiden althans op bepaalde plaatsen en op bepaalde tijden op een elite die aanzienlijke macht uitoefende. Terwijl sommige monumentale architectuur stapsgewijs werd gebouwd, lijken andere gebouwen, zoals de twee belangrijkste platformheuvels bij Caral, in een of twee grootschalige bouwfasen te zijn opgericht. Verder bewijs van gecentraliseerde controle zijn de overblijfselen van grote stenen pakhuizen in Upaca aan de Pativilca, als symbool van autoriteiten die vitale hulpbronnen zoals katoen konden beheren.

### Economische macht
De economische autoriteit zou berusten op de controle over de handel in katoen, eetbare planten en verwante artikelen, met concentratie van de macht in de binnenlandse locaties. De reikwijdte van deze economische machtsbasis kan ver gegaan zijn: katoenen visnetten en gedomesticeerde planten zijn langs een groot deel van de Peruaanse kust gevonden. Het is mogelijk dat de belangrijkste landinwaartse centra van Caral-Supe het centrum vormden van een breed regionaal handelsnetwerk dat op deze hulpbronnen was gericht.

### Godsdienst
Bewijzen met betrekking tot de religie van Caral-Supe zijn beperkt: in 2003 werden op een begraafplaats in de Pativilca-vallei enkele gebroken kalebasfragmenten gevonden, gedateerd op 2.250 v.Chr., met een afbeelding van de stafgod, een starende figuur met een kap en scherpe tanden. De stafgod is een belangrijke godheid bij latere Andesculturen. De aard en betekenis van de vondst werd echter door andere onderzoekers betwist. 

### Fysieke macht
Er is geen enkele aanduiding van fysieke machtsbases, dat wil zeggen verdedigingsconstructies, bij Caral-Supe. Er is ook geen bewijs van oorlogvoering van welke aard dan ook. Verminkte lichamen, afgebrande gebouwen en andere tekenen van geweld zijn afwezig en de nederzettingspatronen zijn volledig niet-defensief. Het bewijs van de ontwikkeling van een complexe regering zonder oorlogsvoering staat in contrast met de archeologische theorie, die suggereert dat mensen zich bewogen van op verwantschap gebaseerde groepen naar grotere op "staten" lijkende eenheden, om de gemeenschappelijke verdediging van vaak schaarse middelen te waarborgen. In Caral-Supe werd de overgang naar grotere complexiteit blijkbaar niet gedreven door de noodzaak van verdediging of oorlogvoering.

## Locaties en architectuur

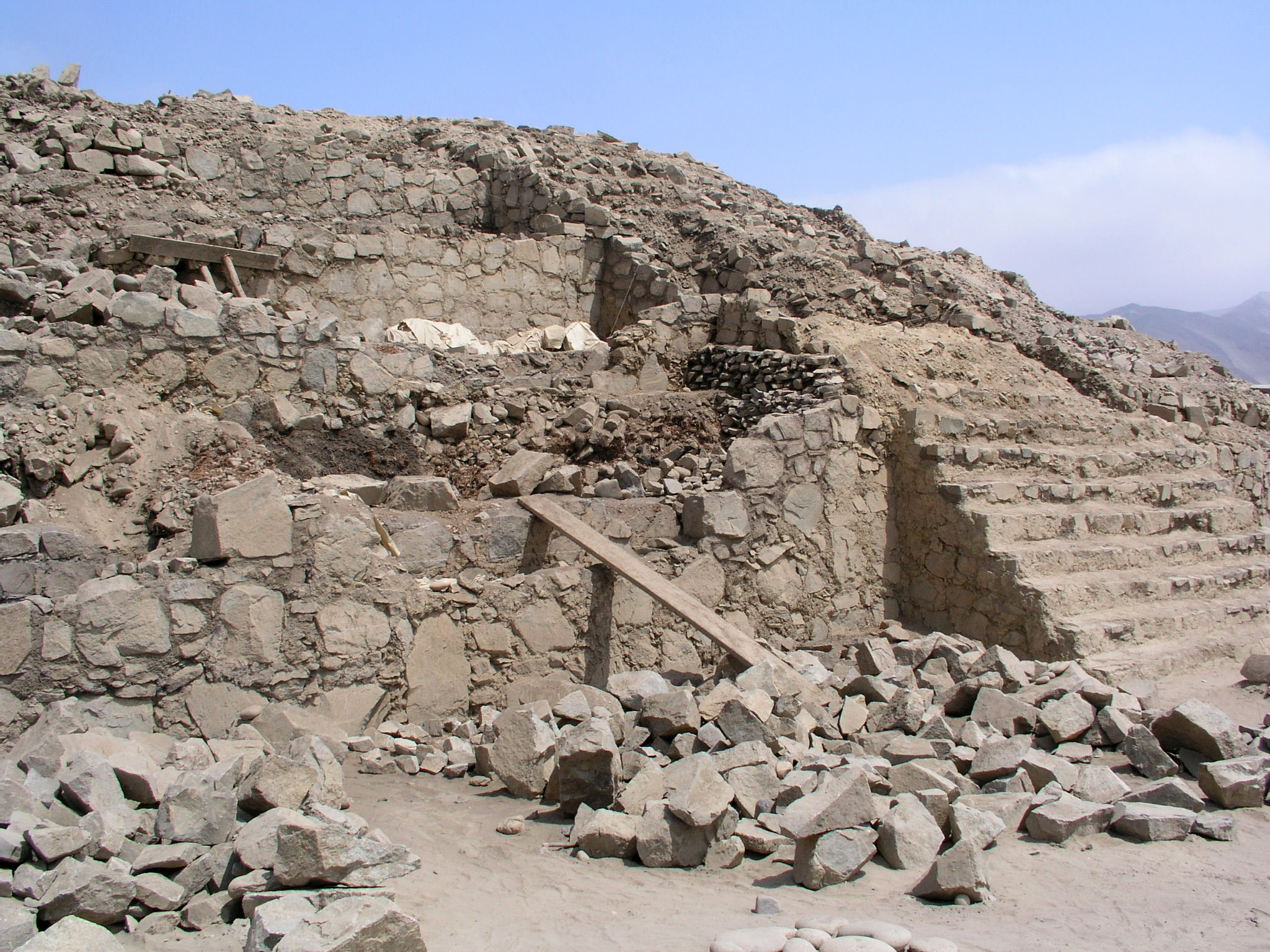
terrasvormige constructie van een "piramide" bij Caral, met stenen vulling

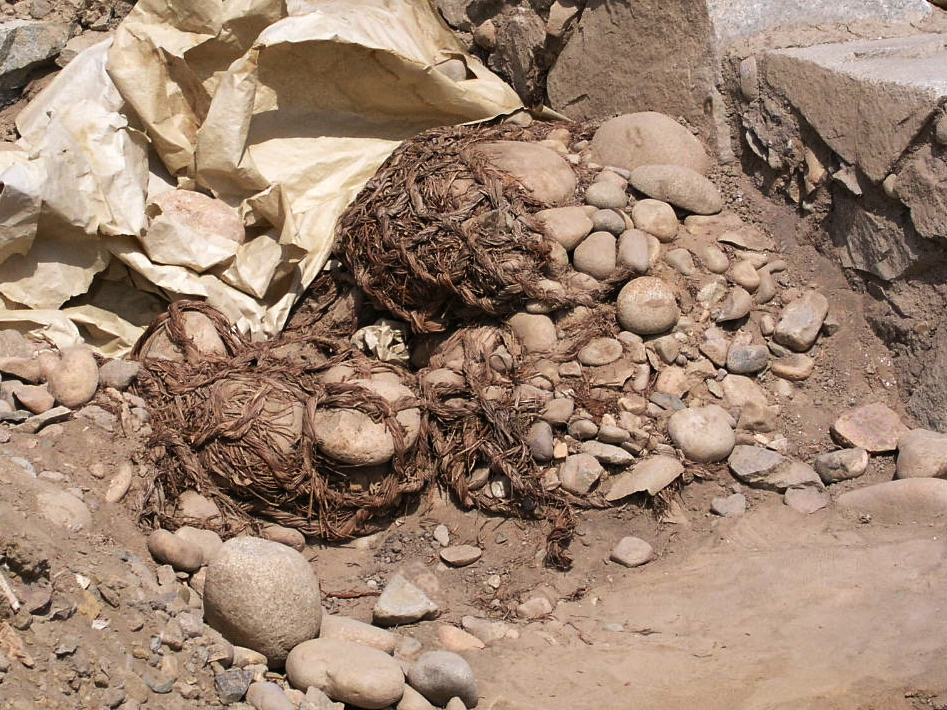
shicra-tas met stenen bij Caral

De dichtheid van grote nederzettingen met monumentale architectuur was uniek voor een beginnende beschaving. In haar tijd behoorde Caral-Supe waarschijnlijk tot de dichtstbevolkte gebieden ter wereld.
Onderzoek in 1973 in Aspero, aan de monding van de Supe, suggereerde een terrein van ongeveer 13 hectares. Onderzoek van de afvalhoop suggereerde uitgebreide bouwactiviteit. Er werden kleinschalige landbouwterrassen opgemerkt, samen met meer geavanceerd metselwerk van platformheuvels. Er waren zo'n elf kunstmatige heuvels op de locatie. Moseley noemt deze "Corporate Labour Platforms", aangezien hun omvang, lay-out en constructiematerialen en -technieken een georganiseerde arbeidskracht vereisten.
Het onderzoek van de noordelijke rivieren vond locaties tussen 10 and 100 ha, met van een tot zeven grote platformheuvels, variërend in grootte van 3,000 m3   tot meer dan 100,000 m3. Shady merkte op dat de centrale zone van Caral, met de monumentale architectuur, een oppervlakte besloeg van iets meer dan 65 ha. Ook werden op deze plek zes platformheuvels, talloze kleinere kunstmatige heuvels, twee verzonken ronde pleinen en een verscheidenheid aan woonarchitectuur ontdekt.
De monumentale architectuur werd gebouwd met gedolven steen en rivierkeien. Met behulp van rieten "shicra-tassen", waarvan sommige bewaard zijn gebleven, zouden arbeiders het materiaal naar de locaties hebben gesleept. 
De grootste platformheuvel bij Caral, de Piramide Mayor, meet 160 bij 150 m en is 18 m hoog.  

## Ontwikkeling en afwezige technologieën
Vergeleken met de gangbare Euraziatische modellen van de ontwikkeling van beschaving, zijn de verschillen van Caral-Supe opvallend. In Caral-Supe was gedurende de hele periode een totale afwezigheid van aardewerk. Voedselgewassen werden bereid door te roosteren. Het ontbreken van aardewerk ging gepaard met een gebrek aan archeologisch zichtbare kunst. Alvaro Ruiz merkte op: "In de Norte Chico zien we bijna geen beeldende kunst. Geen beeldhouwwerk, geen houtsnijwerk of bas-reliëf, bijna geen schilderij of tekening: de interieurs zijn volledig kaal. Wat we wel zien zijn deze enorme heuvels, en textiel."
Quipu, een op koorden gebaseerde kunstmatig geheugensysteem, zijn gevonden bij Caral, wat duidt op een schrijf- of proto-schrijfsysteem. Over het exacte gebruik van quipu in deze en latere Andesculturen is veel gedebatteerd. Oorspronkelijk werd aangenomen dat het een eenvoudige geheugensteuntechniek was die werd gebruikt om numerieke informatie vast te leggen, zoals het aantal gekochte en verkochte artikelen. Er is echter bewijs naar voren gekomen dat de quipu mogelijk ook logografische informatie heeft vastgelegd op dezelfde manier als schrijven. Onderzoek heeft zich gericht op de veel talrijkere  quipu's uit de Inca-tijd. De Caral-Supe-ontdekking blijft uniek en onontcijferd.
Hoewel beeldende kunst afwezig lijkt, hebben de mensen mogelijk instrumentale muziek gespeeld: er zijn tweeëndertig fluiten ontdekt, gemaakt van pelikaanbot. 